# Siirt (Provinz)
Siirt (arabisch سعرد, kurdisch Sêrt) ist eine Provinz im Südosten der Türkei. Ihre Hauptstadt ist die gleichnamige Stadt Siirt. Siirt liegt zwischen 600 und 1600 m hoch und hat eine Fläche von 5718 km². Im Norden liegen die Provinzen Bitlis und Van. Im Süden bilden die Provinzen Şırnak und Mardin die Grenzen, im Westen die Provinz Batman. Den höchsten Punkt der Provinz bildet der Herekol Dağı mit 2838 m.

## Geografie
Die Provinz Siirt ist eine von neun Provinzen der Region Südwestanatolien (türk.: türk. Güneydoğu Anadolu Bölgesi). Sie belegt nur hintere Plätze im Ranking: Fläche 7,53 % (Platz 7), Einwohnerzahl 3,63 % (Platz 8) sowie Rang 9 in der Bevölkerungsdichte.

## Verwaltungsgliederung
Die Provinz besteht aus sieben Landkreisen:
- Baykan (kurdisch Hawêl bzw. Hewêl)
- Eruh (kurdisch Dihê)
- Kurtalan (kurdisch: Misirc)
- Pervari (kurdisch: Xisxêr)
- Siirt (arabisch سعرد, DMG Siʿrad, kurdisch Sêrt)
- Şirvan (kurdisch Şerwan)
- Tillo (kurdisch Tilo)

| Kreis- code 1    | Landkreis        | Fläche 2 (km²) | Bevölkerung (2020) 3 | Bevölkerung (2020) 3       | Anzahl der Einheiten   | Anzahl der Einheiten  | Anzahl der Einheiten | Dichte (Ew./km²) | städt. Anteil (in %) | Sex Ratio 4 | Grün- dungs- da- tum 5, 6 |
| Kreis- code 1    | Landkreis        | Fläche 2 (km²) | Landkreis (İlçe)     | Verwal- tungssitz (Merkez) | Gemein- den (Belediye) | Stadt- viertel (Mah.) | Dörfer (Köy)         | Dichte (Ew./km²) | städt. Anteil (in %) | Sex Ratio 4 | Grün- dungs- da- tum 5, 6 |
| ---------------- | ---------------- | -------------- | -------------------- | -------------------------- | ---------------------- | --------------------- | -------------------- | ---------------- | -------------------- | ----------- | ------------------------- |
| 1179             | Baykan           | 488            | 25.273               | 5.695                      | 3                      | 9                     | 30                   | 51,8             | 61,42                | 960         | 1938                      |
| 1317             | Eruh             | 1.061          | 18.387               | 8.998                      | 1                      | 3                     | 54                   | 17,3             | 48,94                | 908         |                           |
| 1495             | Kurtalan         | 811            | 60.737               | 35.914                     | 2                      | 16                    | 55                   | 74,9             | 67,61                | 967         |                           |
| 1620             | Merkez           | 633            | 169.615              | 157.714                    | 2                      | 23                    | 35                   | 268,0            | 94,01                | 966         |                           |
| 1575             | Pervari          | 1.651          | 30.816               | 6.218                      | 2                      | 4                     | 38                   | 18,7             | 27,20                | 963         |                           |
| 1662             | Şirvan           | 936            | 22.003               | 4.054                      | 1                      | 5                     | 57                   | 23,5             | 18,42                | 952         |                           |
| 1878             | Tillo            | 138            | 4.239                | 2.219                      | 1                      | 3                     | 6                    | 30,7             | 52,35                | 857         | 1990                      |
| 56 Provinz Siirt | 56 Provinz Siirt | 5.718          | 331.070              |                            | 12                     | 63                    | 275                  | 57,9             | 72,40                | 960         |                           |

## Bevölkerung
In der Provinz Siirt leben Araber, Kurden und Türken.

### Ergebnisse der Bevölkerungsfortschreibung
Nachfolgende Tabelle zeigt die jährliche Bevölkerungsentwicklung nach der Fortschreibung durch das 2007 eingeführte adressierbare Einwohnerregister (ADNKS). Zusätzlich sind die Bevölkerungswachstumsrate und das Geschlechterverhältnis (sex ratio, also Anzahl der Frauen pro 1000 Männer) aufgeführt. Der Zensus von 2011 ermittelte 309.599 Einwohner, das sind über 45.000 Einwohner mehr als zum Zensus 2000.

| Jahr | Bevölkerung am Jahresende | Bevölkerung am Jahresende | Bevölkerung am Jahresende | Wachstums- rate der Be- völkerung (in %) | Geschlechter verhältnis (Frauen auf 1000 Männer) | Rang (unter den 81 Provinzen) |
| Jahr | gesamt                    | männlich                  | weiblich                  | Wachstums- rate der Be- völkerung (in %) | Geschlechter verhältnis (Frauen auf 1000 Männer) | Rang (unter den 81 Provinzen) |
| ---- | ------------------------- | ------------------------- | ------------------------- | ---------------------------------------- | ------------------------------------------------ | ----------------------------- |
| 2020 | 331070                    | 168939                    | 162131                    | 0,24                                     | 960                                              | 58                            |
| 2019 | 330280                    | 169211                    | 161069                    | −0,42                                    | 952                                              | 58                            |
| 2018 | 331.670                   | 171.189                   | 160.481                   | 2,24                                     | 937                                              | 58                            |
| 2017 | 324.394                   | 166.402                   | 157.992                   | 0,54                                     | 949                                              | 58                            |
| 2016 | 322.664                   | 166.463                   | 156.201                   | 0,72                                     | 938                                              | 58                            |
| 2015 | 320.351                   | 165.034                   | 155.317                   | 0,62                                     | 941                                              | 58                            |
| 2014 | 318.366                   | 164.098                   | 154.268                   | 1,34                                     | 940                                              | 58                            |
| 2013 | 314.153                   | 161.802                   | 152.351                   | 1,05                                     | 942                                              | 58                            |
| 2012 | 310.879                   | 160.813                   | 150.066                   | 0,13                                     | 933                                              | 58                            |
| 2011 | 310.468                   | 161.252                   | 149.216                   | 3,25                                     | 925                                              | 58                            |
| 2010 | 300.695                   | 153.028                   | 147.667                   | −0,96                                    | 965                                              | 59                            |
| 2009 | 303.622                   | 157.578                   | 146.044                   | 1,27                                     | 927                                              | 59                            |
| 2008 | 299.819                   | 155.747                   | 144.072                   | 2,84                                     | 925                                              | 59                            |
| 2007 | 291.528                   | 150.628                   | 140.900                   | −                                        | 935                                              | 59                            |
| 2000 | 263.676                   | 137.687                   | 125.989                   |                                          | 915                                              | 64                            |

### Volkszählungsergebnisse
Nachfolgende Tabellen geben den bei den 14 Volkszählungen dokumentierten Einwohnerstand der Provinz Siirt wieder. Die Werte der linken Tabelle sind E-Books (der Originaldokumente) entnommen, die Werte der rechten Tabelle entstammen der Datenabfrage des Türkischen Statistikinstituts – abrufbar über diese Webseite:
| Jahr | Bevölkerung | Bevölkerung | Rang |
| Jahr | Provinz     | Türkei      | Rang |
| ---- | ----------- | ----------- | ---- |
| 1927 | 102.433     | 13.648.270  | 57   |
| 1935 | 127.518     | 16.158.018  | 54   |
| 1940 | 146.522     | 17.820.950  | 53   |
| 1945 | 133.627     | 18.790.174  | 55   |
| 1950 | 156.703     | 20.947.188  | 54   |
| 1955 | 198.434     | 24.064.763  | 54   |
| 1960 | 232.243     | 27.754.820  | 54   |

| Jahr | Bevölkerung | Bevölkerung | Rang |
| Jahr | Provinz     | Türkei      | Rang |
| ---- | ----------- | ----------- | ---- |
| 1965 | 264.832     | 31.391.421  | 51   |
| 1970 | 320.684     | 35.605.176  | 44   |
| 1975 | 381.503     | 40.347.719  | 43   |
| 1980 | 445.483     | 44.736.957  | 41   |
| 1985 | 524.741     | 50.664.458  | 38   |
| 1990 | 243.435     | 56.473.035  | 66   |
| 2000 | 263.676     | 67.803.927  | 64   |

Anzahl der Provinzen bezogen auf die Censusjahre:
- 1927, 1940 bis 1950: 63 Provinzen
- 1935: 57 Provinzen
- 1955: 67 Provinzen
- 1960 bis 1985: 73 Provinzen
- 1990: 73 Provinzen
- 2000: 81 Provinzen

## Geschichte
Siirts Geschichte reicht sehr weit zurück. Siirt gehörte den Assyrern, den Babyloniern und danach den Medern und den Persern. Auch die Römer, die Parther und die Sassaniden herrschten hier. 1514 fiel es den Osmanen zu. 1919 wurde Siirt ein Sandschak des Osmanischen Reichs und 1923 eine Provinz der Türkei.

## Sehenswürdigkeiten
Delikli Taş (arabisch: Ras al-Hadschar), ist einer der höchsten Punkte in Siirt. Der Ort liegt direkt am Tigris und ist zwei Kilometer entfernt vom Stadtzentrum.